# بريمرفورده
برمرفورده (بالألمانية: Bremervörde) هي بلدة ألمانية تقع في ألمانيا في سكسونيا السفلى.[بحاجة لمصدر] يقدر عدد سكانها بـ 18,751 نسمة .

## المدن التوأمة
مدن Krosno Odrzańskie و بارث ألمانيايا هي مدن توأمة لـبرمرفورده.

## أعلام
- دوروثيا براندت
- بريان بيهريندت